# 毒梟 (電影)
是一部2018年上映的韓國犯罪劇情片，講述一個在1970年代家境貧寒的韓國金匠成為「毒梟」的故事。由電影《內部者們》的導演禹民鎬執導，宋康昊、曹政奭及裴斗娜主演。全片於2017年5月5日開拍，於2018年12月19日上映。

## 劇情概要
1970年代的日本強烈掃毒，所有毒品工廠幾乎被抄光，毒梟們將眼光轉向韓國，釜山一位從事冶金的金匠李頭森（宋康昊飾），本來只是協助黑道，來往日本與韓國之間，走私金條、金幣、金錶，孰料被黑道出賣，李頭森陷入獄中，被夜夜拷打。透過愛妻四處行賄權貴的幫助，李頭森以嚴重肺癆為由，保外就醫，這次的事件讓他非常憤怒，於是他改名換姓，努力學習製毒、販毒知識，立志成為「毒梟」。他向臺灣及日本訂製麻黃素，透過他巧妙的提煉後成為冰毒，外銷到日本，並賦予一個顯赫的商標「MADE IN KOREA」，他也搖身一變，晚上製毒、販毒，而白天變成一個堅決反共的愛國商人兼慈善家⋯⋯

## 演員陣容

### 主要人物
- 宋康昊 飾演 李頭森

韓國史上最大規模的製毒、販毒的人物，經歷警方數次掃蕩卻總能安然脫身。
- 曹政奭 飾演 金仁久

首都檢察官，為了與釜山地方檢察廳聯手合作杜絕販毒，從首爾來到釜山。
- 裴斗娜 飾演 金霆芽

社交名媛，同時是一位兼具知性與魅力的說客，與李頭森交往後，將李頭森帶入真正的上流社會。

### 其他人物
- 金素辰 飾演 成淑慶
- 金大明 飾演 李頭煥

李頭森的堂弟，一個意志力薄弱而屢出差錯的人。
- 李聖旻 飾演 徐尚勳

釜山地方檢察廳毒品管制科科長，因為李頭森的行賄，對其毒品生意暗中照顧。
- 李熙俊 飾演 崔振弼

走私犯，幫助李頭森將毒品銷售到日本。
- 趙宇鎮 飾演 趙成剛

黑社會幫派大哥，幫助李頭森擴大了毒品的銷售市場，包括韓國國內乃至日本。
- 尹帝文 飾演 金淳平
- 宋永彰 飾演 UN大使
- 金海坤 飾演 白運昌
- 李中玉 飾演 尹康植
- 朴智焕 飾演 王文浩
- 李凤辇 飾演 李頭順
- 崔德文 飾演 具社長
- 李書煥 飾演 牛蠅
- 崔貴華 飾演 咸室長
- 劉宰明 飾演 金班長
- 金鍾洙 飾演 保安係長
- 松島慶次郎 飾演 秀樹
- 羅廣勳 飾演 徐秀坤
- 渡邊哲 飾演 陳會長
- 金准韩 飾演 張佑亨
- 李浩哲 飾演 河馬
- 許嘉允 飾演 宗順
- 利敏 飾演 朴海員
- 朴成澤 飾演 反對派刺客
- 洪仁 飾演 日本領事書記官
- 金重熙 飾演 日本警察
- 全鎮基 飾演 車議員
- 崔光濟 飾演 宗順的丈夫
- 朴慶惠 飾演 李京子
- 韓昌鉉 飾演 釜山市民會館主持人
- 姜德重 飾演 緝私人員
- 林賑澤 飾演 緝毒人員
- 金成坤 飾演 馬山監獄囚犯
- 李柱元 飾演 白運昌中情要員
- 尹永均 飾演 徐秀坤手下
- 車時元 飾演 龍八派成員
- 安多情 飾演 二妹
- 金智恩 飾演 崔振弼的妻子

### 特別出演
- 金洪發 飾演 白教授
- 李伊 飾演 年輕的同行

## 獎項榮譽
| 年度 | 頒獎典禮           | 獎項                | 入圍者 | 結果 |
| ---- | ------------------ | ------------------- | ------ | ---- |
| 2019 | 第55屆百想藝術大獎 | 電影部門 男子配角獎 | 趙宇鎮 | 提名 |

## 外部連結
- Daum上《毒梟》的資料

- 韩国电影数据库（KMDb）上《毒梟》的資料
- 互联网电影数据库（IMDb）上《毒梟》的资料（英文）
- Box Office Mojo上《毒梟》的资料（英文）
- 豆瓣电影上《毒梟》的資料 （简体中文）
- 開眼電影網上《毒梟》的資料（繁體中文）
- 爛番茄上《毒梟》的資料（英文）